# Lychas nigristernis
Espèce
Synonymes
- Archisometrus nigristernis Pocock, 1899
- Lychas decorata Basu, 1964

Lychas nigristernis est une espèce de scorpions de la famille des Buthidae.

## Distribution
Cette espèce se rencontre en Inde au Uttarakhand et en Himachal Pradesh, au Népal et au Pakistan,.

## Description
La femelle holotype mesure 37 mm.
Lychas nigristernis mesure de 32 à 50 mm.

## Systématique et taxinomie
Cette espèce a été décrite sous le protonyme Archisometrus nigristernis par Pocock en 1899. Elle est placée dans le genre Lychas par Pocock en 1900.

## Publication originale
- Pocock, 1899 : « Descriptions of six new species of Scorpion from India. » Journal of the Bombay Natural History Society, vol. 12, p. 262-268 (texte intégral).